# Edward Hooker Dewey
Edward Hooker Dewey (Wayland, 21 maggio 1837 – Meadville, 21 dicembre 1904) è stato un medico statunitense, considerato da più parti il padre della digiunoterapia.

## Biografia
In 1877 Dewey venne a visitare un giovane paziente di Asheville (Carolina del Nord), ridotto allo stadio terminale per una grave forma di deperimento, in una condizione quasi scheletrica, benché mangiasse ben sei volte al giorno per diversi mesi, come consigliato dal medico che lo aveva in cura. Il digiuno prescritto da Dewey provocò al terzo giorno il vomito, dopodiché il giovane cominciò gradualmente a migliorare e dopo una settimana ad avere lo stimolo naturale del cibo. Meno a disagio di prima il paziente "si spense poco a poco come una candela". Per Dewey tutti questi mesi di sofferenza del giovane erano stati causati dalla massa di cibo in decomposizione e si rese conto che si trovava davanti a un caso di inanizione per sovralimentazione.
Questo suo primo caso lo spinse a impiegare il digiuno fin dal 1878 come trattamento nei casi di diabete.

## Opere
- 1894. La vera scienza di vivere (The True Science of Living)
- 1895. Il nuovo vangelo della salute (The New Gospel of Health)
- 1896. Una nuova età delle donne (A New Era for Women)
- 1899. Alcolismo cronico (Chronic Alcoholism)
- 1900. The No-Breakfast Plan and the Fasting-Cure